# Diagrama hierro-carbono

Zona hasta 6,67% de carbono del diagrama de equilibrio metaestable hierro-carbono.

En el diagrama de equilibrio o diagrama de fases hierro-carbono (Fe-C) (también diagrama hierro-carbono), se representan las transformaciones que sufren los aceros al carbono con la temperatura, admitiendo que el calentamiento (o enfriamiento) de la mezcla se realiza muy lentamente, de modo tal que los procesos de  difusión (homogeneización) tengan tiempo para completarse. Dicho diagrama se obtiene experimentalmente identificando los puntos críticos —temperaturas a las que se producen las sucesivas transformaciones— por diversos métodos.

## Fases
| Microconstituyentes de la aleación de hierro-carbono (Fe-C) |
| --- |
| Austenita (hierro-γ, duro) Ferrita (hierro-α, blando) Cementita (carburo de hierro, Fe3C) Perlita (88% ferrita, 12% cementita) Ledeburita (austenita - cementita eutéctica, 4,3% carbono) Bainita Martensita |
| Tipos de acero |
| Acero al carbono (0,03-2,1% C) Acero corten (para intemperie) Acero inoxidable (aleado con cromo) Acero microaleado (HSLA, «baja aleación, alta resistencia») Acero rápido (muy duro, tratamiento térmico)   |
| Otras aleaciones Fe-C |
| Hierro forjado (prácticamente sin carbono) Fundición (mayor a 2,1% C) Fundición dúctil (grafito esferoidal)                                                                                                  |

El hierro puro presenta alotropía, es decir cambia la estructura cristalina en función de la temperatura. Si vamos calentando desde la temperatura ambiente encontraremos las siguientes fases 
- Hasta los 911 °C (temperatura crítica AC3), el hierro cristaliza en una estructura cúbica centrada en el cuerpo y recibe la denominación de hierro α (alfa) o ferrita. Esta es una solución sólida intersticial de carbono en una estructura cristalina BCC. Con una disolución máxima de carbono de 2.08% a 1148  °C.  A temperatura ambiente se considera que disolución de carbono en ferrita es de 0.005% como máximo.[1]  Esta microestructura le concede al material propiedades como ductilidad y maleabilidad, y es responsable de la buena forjabilidad de las aleaciones con bajo contenido en carbono y es ferromagnético hasta los 770 °C (temperatura de Curie a la que pierde dicha cualidad; se suele llamar también AC2).
- Entre 911 y 1400 °C cristaliza en una estructura cúbica centrada en las caras y recibe la denominación de hierro γ (gamma) o austenita. Debido a que presenta mayor facilidad para que se muevan las dislocaciones la austenita se deforma con mayor facilidad y es paramagnética.
- Entre 1400 y 1538 °C cristaliza de nuevo en el «sistema cúbico centrado en el cuerpo» y recibe la denominación de hierro δ (delta), que es en esencia el mismo hierro alfa pero con un parámetro de red mayor por efecto de la temperatura.

A mayor temperatura, el hierro se encuentra en estado líquido.
Si se añade carbono al hierro, aumenta su grado de ductilidad y sus átomos podrían situarse simplemente en las posiciones intersticiales (los huecos que quedan entre los átomos de hierro); Cuando se adiciona más cantidad de la que es capaz de disolver, se forma un carburo de hierro (Fe3C), denominado cementita, de modo que casi todos los aceros aleados con carbono están formados realmente por ferrita y cementita.

## Transformación de la austenita

Zona de los aceros (hasta un 2% de carbono) del diagrama de equilibrio metaestable hierro-carbono. Dado que, en los aceros, el carbono se encuentra formando carburo de hierro, se han incluido, en abscisas, las escalas de los porcentajes en peso de carbono y de carburo de hierro (en azul).

El diagrama de fases Fe-C muestra dos composiciones singulares:
- Una mezcla  eutéctica (composición para la cual el punto de fusión es mínimo) que se denomina ledeburita y que contiene un 4.3  de carbono (64,5% de cementita). La ledeburita aparece como uno de los constituyentes de la aleación cuando el contenido en carbono supera el 2% (región del diagrama no mostrada) y es la responsable de la mala forjabilidad de la aleación marcando la frontera entre los aceros con menos del 2% de C (forjables) y las fundiciones con porcentajes de carbono superiores (no forjables y fabricadas por moldeo). De este modo, se observa que, por encima de la temperatura crítica A3,[nota 1] los aceros están constituidos solo por austenita, una disolución sólida de carbono en hierro γ, y su microestructura en condiciones de enfriamiento lento dependerá por tanto de las transformaciones que sufra esta.

- Una mezcla eutectoide en la zona de los aceros equivalente al eutéctico pero en el estado sólido, donde la temperatura de transformación de la austenita es mínima. El eutectoide contiene un 0,80% de C (13,5% de cementita) y se denomina perlita. Está constituida por capas alternas de ferrita y cementita, siendo sus propiedades mecánicas intermedias entre las de ambas.

La existencia del eutectoide permite distinguir dos tipos de aleaciones de acero:
- Aceros hipoeutectoides (contenido de C menor de 0,80%). Al enfriarse por debajo de la temperatura crítica A3 comienza a precipitar la ferrita entre los granos de austenita y al alcanzar la temperatura crítica A1 la austenita restante se transforma en perlita. Se obtiene por tanto, a temperatura ambiente, una estructura de cristales de perlita embebidos en una matriz de ferrita.
- Aceros hipereutectoides (contenido de C mayor de 0,80%). Al enfriarse por debajo de la temperatura crítica precipita el carburo de hierro resultando a temperatura ambiente cristales de perlita embebidos en una matriz de cementita ya que este es un tratamiento térmico y su temperatura se eleva hasta dicha temperatura.

## Otros microconstituyentes
Las texturas básicas descritas (perlíticas) son las obtenidas enfriando lentamente aceros al carbono, sin embargo, modificando las condiciones de enfriamiento (base de los tratamientos térmicos) es posible obtener estructuras cristalinas diferentes:
- La martensita es el constituyente típico de los aceros templados y se obtiene de forma casi instantánea al enfriar rápidamente la austenita. Es una solución sobresaturada de carbono en hierro alfa con tendencia, cuanto mayor es la cantidad de carbono, a la sustitución de la estructura «cúbica centrada en el cuerpo» por «tetragonal centrada en el cuerpo». Tras la cementita (y los carburos de otros metales), es el constituyente más duro de los aceros.
- Las velocidades intermedias de enfriamiento dan lugar a la bainita, estructura similar a la perlita formada por agujas de ferrita y cementita pero de mayor ductilidad y resistencia que aquella.
- También se puede obtener austenita por enfriamiento rápido de aleaciones con elementos gammágenos (que favorecen la estabilidad del hierro γ) como el níquel y el manganeso; tal es el caso, por ejemplo, de los aceros inoxidables austeníticos.

Antaño se identificaron también la sorbita y la troostita que han resultado ser en realidad perlitas de muy pequeña distancia interlaminar por lo que dichas denominaciones han caído en desuso.